# گورکویه
گورکویه (به لاتین: Gorkoye) یک منطقهٔ مسکونی در روسیه است که در سرزمین آلتای واقع شده‌است.